# Grete Albrecht
Pour les articles homonymes, voir Albrecht.
Elfriede Margarete "Grete" Albrecht, née Hieber, (17 août 1893 -  5 août 1987) est une neurologue et psychothérapeute allemande. Elle a rétabli le Conseil médical de Hambourg et en a été directrice jusqu'en 1963.    

## Jeunesse et formation
Elfriede Margarete "Grete" Hieber naît le 17 août 1893 à Hambourg. Elle est la fille d'un directeur de brasserie, Albert Friedrich Hieber, et de son épouse Charlotte Emilie, née Kammann.  
A 12 ans, elle décide qu'elle veut devenir médecin mais son père lui interdit de faire des études. Après la mort de ce dernier alors qu'elle a 15 ans, elle fréquente un lycée privé de Hambourg réservé aux filles. Le lycée manque d'équipement et de ressources et Grete et d'autres étudiantes se rendent à l'école des garçons pour utiliser les laboratoires et étudier les sciences telles que la chimie et la physique. 
Elle sort diplômée en 1913. Elle étudie la médecine à Munich, Fribourg-en-Brisgau et à l'Université de Kiel, en 1914, au début de la Première Guerre mondiale. En 1915, elle passe le Physikum et commence son internat à Berlin.         

## Carrière
En 1918, elle obtient son diplôme de médecin et remplace, dans son cabinet, un médecin généraliste enrôlé dans l'armée,.  
« Le travail dans un grand cabinet, situé dans un quartier populaire, avec cinquante à soixante patients en une après-midi, était nouveau et passionnant pour moi. Pour la première fois, j'étais seule responsable de tout ce que je faisais, ou pas. »
Elle épouse Siegfried Ludwig Hermann Albrecht le 23 avril 1919. Ils ont deux enfants, dont le futur avocat Hans-Christian, père de la terroriste Susanne Albrecht. En 1920, elle obtient son doctorat et ouvre son cabinet à Berlin. 
La famille déménage à Hambourg, où Grete Albrecht travaille deux ans dans les services de médecine interne et quelques mois dans celui des maladies cutanées et vénériennes d'un hôpital local. C'est là que naît son intérêt pour les maladies mentales et neurologiques. 
En 1928 et 1929, Grete Albrecht est interne en neurologie dans le service du Professeur Ernst Kretschmar à l'Université de Marbourg et à l'Université de Hambourg. À la fin de 1929, elle termine sa formation de spécialisation avec le professeur Nonne dans le département de neurologie de la clinique universitaire de Hambourg Eppendorf. En 1931, elle s'installe à Hambourg en tant que neurologue et devient membre de l'Association des femmes médecins allemandes. En 1932, elle obtient son diplôme de spécialiste des maladies nerveuses.  
Elle devient membre de l'Association allemande des femmes médecins (Deutsche Ärztinnenbundes), dont elle est la directrice générale en 1935.  
Cependant, au début de la période nazie et en vertu de la loi sur le double revenu, Grete Albrecht n'est pas autorisée à conclure un contrat avec le système national d'assurance maladie car son mari a un emploi. En 1935, elle devient directrice générale dans le gouvernement fédéral, mais elle doit quitter son poste l'année suivante quand elle perd son accréditation, son mari étant considéré comme un «métis juif au premier degré» selon les lois de Nuremberg. En 1942, le deuxième fils des Albrecht, qui est incorporé, meurt à la guerre. 
À la fin de la Seconde Guerre mondiale, en 1945, Grete Albrecht reprend sa pratique neurologique. Elle divorce le 25 juin 1947. Elle participe au rétablissement du Conseil médical de Hambourg et en devient directrice, titre qu'elle occupe jusqu'en 1962. De 1955 à 1965, elle est présidente de la nouvelle Association allemande des femmes médecins et de 1958 à 1962 vice-présidente de l’Association médicale mondiale. 
Le 19 juin 1962, elle reçoit la médaille Paracelse de la profession médicale allemande. 
Elle meurt à Braunlage le 5 août 1987. Elle est enterrée dans le complexe funéraire «Dr. Siegfried Albrecht et sa famille » du cimetière de Hambourg à Ohlsdorf et sa pierre tombale est dans le jardin des femmes depuis mai 2020.

## Publications
- Ueber das gleichzeitige Auftreten von Karzinom und Tuberkulose an einem Organ. In: Zeitschrift für Krebsforschung. Bd. 17 (1920), H. 3, S. 523–535 (Dissertation).
- Zur Lage der Aerztinnen in Deutschland. In: Die Ärztin. Bd. 9 (1933), S. 242–245, 253–262.
- Autobiographie. In: Leone McGregor Hellstedt (Hrsg.): Women Physicians of the World. Autobiographies of Medical Pioneers. Hemisphere Publishing, Washington/London 1978, S. 109–112.